# 佐勒冰川
77°53′S 162°18′E / 77.883°S 162.300°E
佐勒冰川（英語：Zoller Glacier）是南極洲的冰川，位於維多利亞地的斯科特海岸，處於伊曼紐爾冰川和達爾科夫斯基冰川之間，最終注入費拉爾冰川，由英國探險隊繪入地圖。